# Жибел
Жибел (фр. Gibel) насеље је и општина у јужној Француској у региону Миди Пирене, у департману Горња Гарона која припада префектури Тулуз.
По подацима из 2011. године у општини је живело 316 становника, а густина насељености је износила 16,29 становника/km². Општина се простире на површини од 19,4 km². Налази се на средњој надморској висини од 301 метар (максималној 343 m, а минималној 215 m).

## Демографија
| 1962. | 1968. | 1975. | 1982. | 1990. | 1999. | 2011. |
| ----- | ----- | ----- | ----- | ----- | ----- | ----- |
| 222   | 288   | 223   | 246   | 207   | 261   | 316   |

График промене броја становника у току последњих година